# Zodarion sanchezi
Espèce
Zodarion sanchezi est une espèce d'araignées aranéomorphes de la famille des Zodariidae.

## Distribution
Cette espèce est endémique d'Andalousie en Espagne,. Elle se rencontre vers Níjar.

## Description
Le mâle holotype mesure 3,85 mm.

## Systématique et taxinomie
Cette espèce a été décrite par Shafaie et Pekár en 2025.

## Étymologie
Cette espèce est nommée en l'honneur d'Iñigo Sánchez García.

## Publication originale
- Shafaie, Pekár & Ortiz, 2025 : « Zodarion spiders (Araneae: Zodariidae): morphology, molecular characterisation and reassessment of the elegans, italicum, and pusio groups from Iberia and the Canary Islands. » Journal of Natural History, vol. 59, no 25/28, p. 1825-1875.